# Битти, Джон Уильям
Джон Уильям Битти (1869—1941) — канадский художник, стоявший у истоков группы канадских пейзажистов «Группа семерых», существовавшей в Канаде с 1920 по 1933 годы. 

## Биография
Джон Уильям Битти родился в 1869 году в Торонто, Онтарио. Под влиянием отца рано увлекся живописью. Довольно рано оставив обучение в школе, он работал на местной гравировальной фабрике, потом служил в армии горнистом. Покончив со службой, он женился и пошел работать в пожарную охрану Торонто. Все это время Битти лелеял мечту своего детства — стать художником. В свободное время он рисовал портреты своих товарищей пожарных и натюрморты, пытался учиться живописи. Скопив немного денег, он со своей женой поплыли в Париж, где Джон хотел учиться в Академии Жулиана. С 1900 года он и учился в Академии Жулиана в Париже. В академии с ним учились художники Жан-Поль Лоран и Вениамин Констант.
В 1901 году он вернулся в Торонто, открыл свою студию, начал преподавать в колледже искусств и дизайна в Онтарио, посещал мероприятия клуба Mahlstick, стал членом клуба Graphic Arts. Затем он опять уехал в Европу, где он продолжал учебу в Академии Жулиана и академии Коларосси. 
С 1906 по 1909 Битти год путешествовал по Европе. Был в Голландии, Бельгии, Италии и Испании.
В 1909 году Джон Уильям Битти вернулся в Торонто с многочисленными зарисовками и картинами из крестьянской жизни в Голландии и продолжал писать картины. Начиная с 1912 года он занимался регулярными зарисовками природы, сельской жизни в поездках с друзьями — художниками Томом Томсоном (Tom Thomson), Макдональдом (J.E.H. MacDonald) и Джексоном (A.Y. Jackson). Ему и художнику Джексону была также предложена работа по рисованию канадской Северной железной дороги, ее строительству, быта строителей, окрестной природы и др.
Многие зарисовки природы сделаны художником в Алгонкинском провинциальном парке (Algonquin Provincial Park), расположенном между реками Бей и Оттавой в Центральном Онтарио, Канада. Своей лучшей картиной Битти считал картину Вечернее облако в Норсленде (The Evening Cloud of the Northland) (1910).
В 1917 году Джон Уильям Битти работал военным художником канадского экспедиционного корпуса.
В дальнейшем Битти был членом канадской Королевской академии, Общества художников Онтарио, президентом Канадского клуба искусств и литературы.
В настоящее время работы художника находятся в Национальной галерее Канады, Художественной галерее Онтарио, Канадской художественной коллекции МакМайкла, в Университете Торонто, в Канадском военном музее и др.